# Samuel Nussbächer
Samuel Nussbächer (* 1990) ist ein ehemaliger Schweizer Unihockeyspieler.

## Karriere
Nussbächer debütierte 2010 in der Nationalliga A für den SV Wiler-Ersigen. Nach drei Jahren wechselte er zum Ligakonkurrenten UHC Grünenmatt. Nach einer Saison stiess er wieder zum SV Wiler-Ersigen. In drei Saisons beim Rekordmeister absolvierte er 31 Partien und erzielte dabei vier Tore. 2017 wechselte er zum Nationalliga-B-Vertreter Unihockey Langenthal Aarwangen. Zur Saison 2019/20 verstärkte sich der HC Rychenberg Winterthur mit dem Verteidiger. 2021 beendete Nussbächer seine Karriere.